# Гартунг, Мария Александровна
Мари́я Алекса́ндровна Га́ртунг (до замужества Пу́шкина; 19 (31) мая 1832 год, Санкт-Петербург, Российская империя — 7 марта 1919, Москва, РСФСР) — старшая дочь Александра Сергеевича Пушкина и Натальи Николаевны Пушкиной, урождённой Гончаровой.

## Биография
Мария Александровна родилась 19 (31) мая 1832 года в Петербурге, на Фурштатской улице, в доме Алымовых.
7 июня девочку крестили в Сергиевском «всей артиллерии» соборе. В метрической книге в записи под номером 50 говорится, что восприемниками (крёстными родителями) были Сергей Львович Пушкин, Наталья Ивановна Гончарова, Афанасий Николаевич Гончаров, Екатерина Ивановна Загряжская. Имя получила в честь покойной бабушки Александра Сергеевича — Марии Алексеевны Ганнибал.

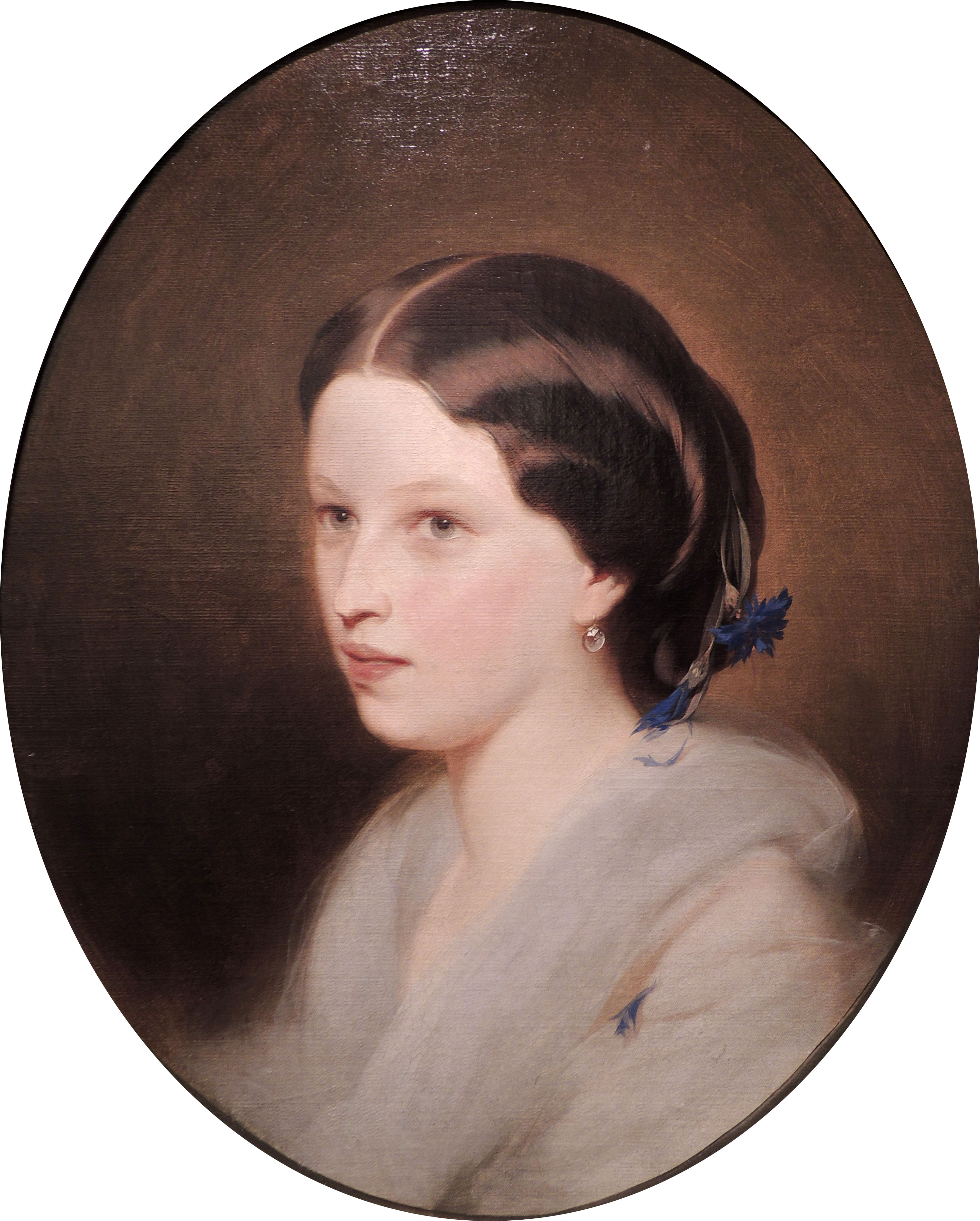
Мария в 1849 г.

Получила домашнее образование. В девять лет она свободно говорила, писала и читала по-немецки и по-французски.
Мария Александровна появилась в свете, удивляя окружающих не столько красотою в общепринятом значении этого слова, сколько своеобразным изяществом, оригинальным сочетанием черт отца и матери.
Позднее Мария Александровна училась в привилегированном Екатерининском институте.
После окончания института в декабре 1852 года — фрейлина императрицы Марии Александровны, супруги Александра II.
В апреле 1860 года в возрасте 28 лет вышла замуж за Леонида Николаевича Гартунга (1834—1877), генерал-майора, управляющего Императорскими конными заводами в Туле и Москве, сына Н. И. Гартунга. Супруг погиб в 1877 году. Его несправедливо обвинили в хищении, и на суде он застрелился, оставив записку: «Я … ничего не похитил и врагам моим прощаю». Гибель мужа стала ударом для Марии Александровны. В одном из писем родственникам она писала:

 Я была с самого начала процесса убеждена в невиновности в тех ужасах, в которых обвиняли моего мужа. Я прожила с ним 17 лет и знала все его недостатки; у него их было много, но он всегда был безупречной честности и с добрейшим сердцем. Умирая, он простил своих врагов, но я, я им не прощаю.— Из письма М. Гартунг  И. Н. и Е. Н. Гончаровым 24 октября 1877 года
Ф. М. Достоевский так написал о случившемся: «Невинный и высоко честный этот человек, со своей трагической развязкой, конечно, мог возбудить наибольшую симпатию,…а суд над ним приобрести наибольшую огласку по России для предупреждения „порочных“; но вряд ли судьба, слепая богиня, на это именно рассчитывала, поражая его».
Детей М. А. Гартунг не имела. После смерти в 1875 году Софьи Александровны, урождённой Ланской (1838?—1875), первой супруги брата Александра, Мария Александровна помогала воспитывать осиротевших детей. Часто гостила она и у своих единоутробных сестёр Ланских.
Мария Александровна принимала активное участие во всём, что было связано с её отцом и памятью о нём. В 1880 году присутствовала вместе с братьями и сестрой на открытии памятника Пушкину в Москве. Долгие годы она потом приходила к памятнику Пушкина на Тверской и часами сидела возле него. Поэт Николай Доризо посвятил ей строки:

Во всей России
знать лишь ей одной,

Ей,

одинокой

седенькой старухе,

Как были ласковы

и горячи порой

Вот эти пушкинские бронзовые руки.— Николай Доризо. «России первая любовь. Мой Пушкин»
До 1910 года Мария Александровна была попечительницей городской аудитории-читальни, которая была открыта 2 мая 1900 года в Москве (ныне — Библиотека-читальня имени А. С. Пушкина), но была вынуждена отказаться из-за возраста и нездоровья.
В 1918 году первый нарком просвещения А. В. Луначарский ходатайствовал о назначении пенсии дочери Пушкина. Обследовав условия жизни Марии Александровны «для определения степени её нуждаемости» и «учтя заслуги Пушкина перед русской литературой», Наркомсобес выделил ей персональную пенсию, которую она не успела получить. Мария Александровна умерла в Москве 7 марта 1919 года.

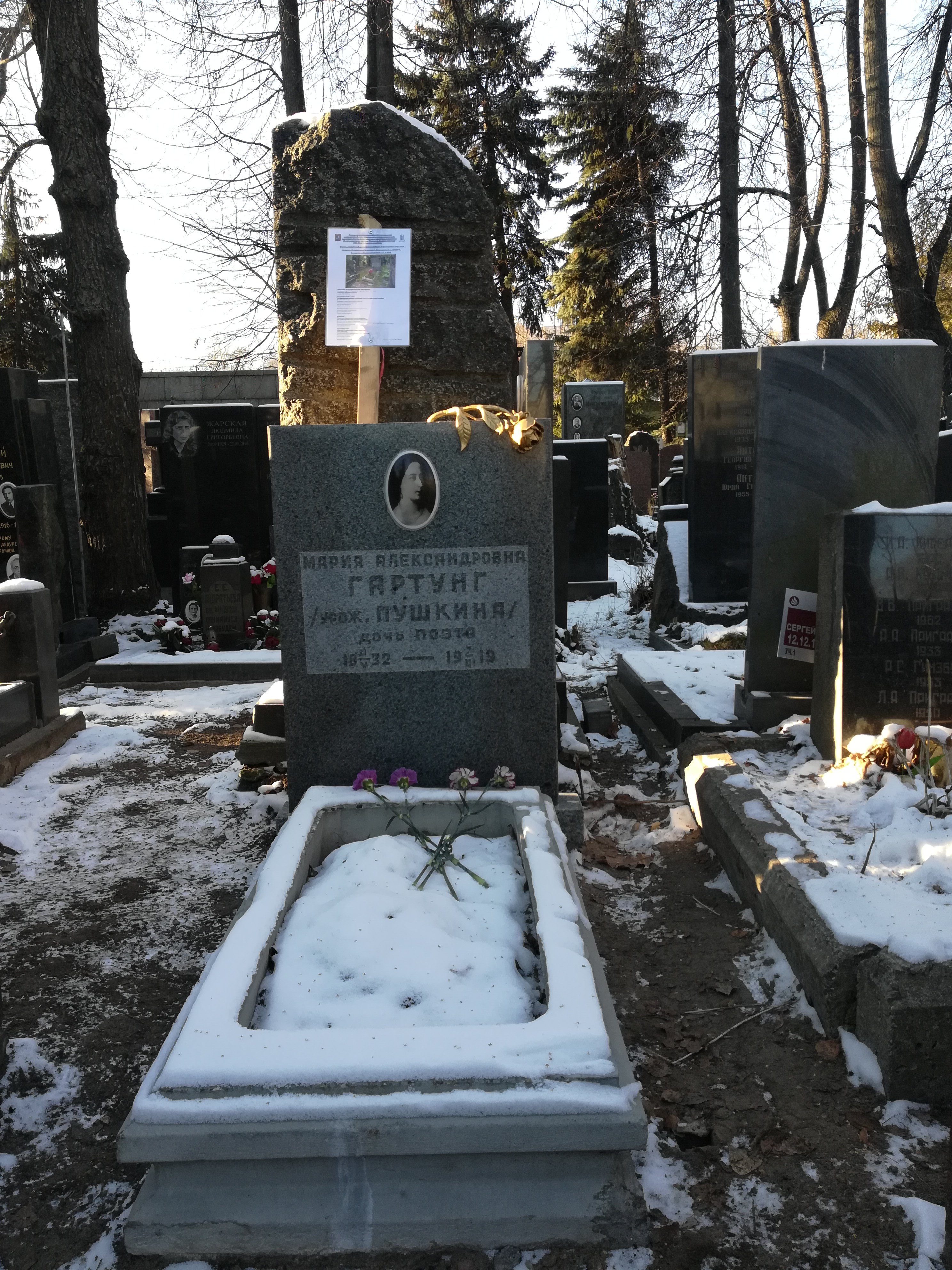
Могила на Донском кладбище

Похоронена на Новом Донском кладбище (1 уч.). Могила отреставрирована.

## Анна Каренина
В 1868 году в Туле в доме генерала Тулубьева Мария Александровна познакомилась со Львом Толстым, отразившим позднее некоторые черты её внешнего облика в романе «Анна Каренина». Свояченица (сестра жены) Толстого Т. А. Кузминская в своей книге «Моя жизнь дома и в Ясной Поляне» писала: « … Когда представили Льва Николаевича Марии Александровне, он сел за чайный столик подле неё; разговора я их не знаю, но знаю, что она послужила ему типом Анны Карениной, не характером, не жизнью, а наружностью. Он сам признавал это». В экспозиции Государственного музея Л. Н. Толстого в разделе, посвящённом роману «Анна Каренина», помещён портрет М. А. Гартунг, выполненный И. К. Макаровым в 1860 году. Портрет этот приобретён в 1933 году у давней знакомой Марии Александровны — Е. С. Макаренко. На нём Мария Александровна изображена с жемчужным ожерельем, доставшимся ей от матери, и гирляндой анютиных глазок в волосах. В романе же автор так описывал Анну Каренину:

Анна не была в лиловом… …На голове у неё, в чёрных волосах, своих без примеси, была маленькая гирлянда анютиных глазок и такая же на чёрной ленте пояса между белыми кружевами. Причёска её была незаметна. Заметны были только, украшая её, эти своевольные короткие колечки курчавых волос, всегда выбивающиеся на затылке и висках. На точёной крепкой шее была нитка жемчугу.— Л. Н. Толстой «Анна Каренина»